# Kanilai
 (novembre 2020).
Si vous disposez d'ouvrages ou d'articles de référence ou si vous connaissez des sites web de qualité traitant du thème abordé ici, merci de compléter l'article en donnant les références utiles à sa vérifiabilité et en les liant à la section « Notes et références ».
Kanilai est un village de Gambie, situé à la frontière sud du pays à proximité de la région sénégalaise de Casamance, dans le district de Foni Bondali (division de West Coast), à environron 70 km au sud-est de Banjul, la capitale. 
La localité est surtout connue pour être le village natal du président Yahya Jammeh qu'il contribua à faire agrandir et y fit construire un palais présidentiel.